# Þórunn Sveinbjarnardóttir

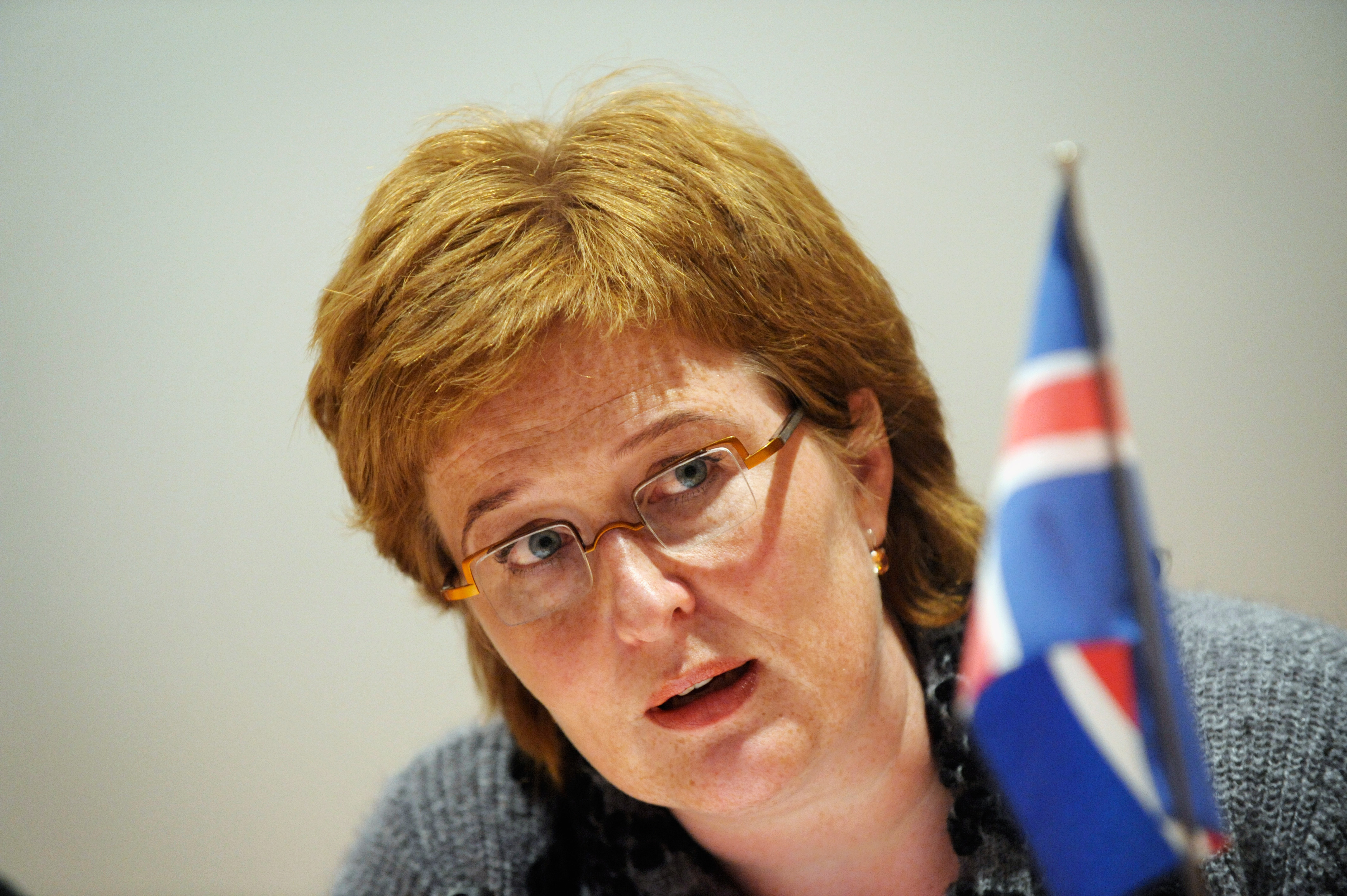
Þórunn Sveinbjarnardóttir (Foto 2008)

Þórunn Sveinbjarnardóttir (transkribiert Thorunn Sveinbjarnardottir; * 22. November 1965 in Reykjavík) ist eine isländische Politikerin (Allianz).

## Leben
Þórunn Sveinbjarnardóttir studierte Politikwissenschaft an der Universität Islands und an der Paul H. Nitze School of Advanced International Studies der Johns Hopkins University in Bologna. Seit 1999 gehörte sie dem isländischen Parlament Althing an. Von 2007 bis 2009 war sie Umweltministerin. Ihre Nachfolgerin in diesem Amt war Kolbrún Halldórsdóttir. Im September 2011 trat Þórunn aus dem Althing zurück, um sich ihrem Studium zu widmen. Ihren Parlamentssitz nahm als Nachrücker Lúðvík Geirsson ein. 2014 erhielt sie einen M.A. in Angewandter Ethik der Universität Islands.
Bei der Parlamentswahl vom 25. September 2021 wurde sie erneut ins Althing gewählt.
Þórunn Sveinbjarnardóttir hat eine Tochter (* 2002).